# Vepagunta
Vepagunta é uma vila no distrito de Visakhapatnam, no estado indiano de Andhra Pradesh.

## Demografia
Segundo o censo de 2001, Vepagunta tinha uma população de 26 881 habitantes. Os indivíduos do sexo masculino constituem 51% da população e os do sexo feminino 49%. Vepagunta tem uma taxa de literacia de 73%, superior à média nacional de 59,5%: a literacia no sexo masculino é de 80% e no sexo feminino é de 67%. Em Vepagunta, 10% da população está abaixo dos 6 anos de idade.